# 曹庄村 (卫辉市)
曹庄村是河南省新乡市卫辉市后河镇下的一个行政村，其邮政编码：453101，行政区划代码：410781 ，电话区号0373。位于河南省道101和京港澳高速交叉口处，北邻李亨屯村，南与卫辉市柳庄乡接界，全村有405口人，耕地690亩，2013年至今现任村支书记为赵庆。